# Mario Perniola
Mario Perniola (* 20. Mai 1941 in Asti; † 9. Januar 2018 in Rom) war ein italienischer Philosoph. Er arbeitete insbesondere zu Kunsttheorie und Ästhetik. Seine Schriften befassen sich mit Avantgarde, der Situationischen Internationale, der Postmoderne und der kritischen Theorie. Er war Herausgeber der kulturwissenschaftlichen Zeitschrift Agalma.

## Leben
Mario Perniola studierte bei Luigi Pareyson und war damit von der berühmten Turiner Schule geprägt, die auch andere wichtige zeitgenössische Denker wie Umberto Eco und Gianni Vattimo hervorgebracht hat. Seine frühen Arbeiten befassten sich mit Metaliteratur – was auch zu seinen Kontakt mit zum Beispiel Eugenio Montale geführt hat. Zwischen 1966 und 1969 stand Perniola in engem Kontakt mit der Situationistischen Internationale, die Guy Debord gegründet hatte. Von 1976 bis 1983 lehrte Perniola an der Universität von Salerno, danach hatte er eine Professur an der Universität „Tor Vergata“ in Rom inne. Er war Gastprofessor an vielen Universitäten und Forschungszentren in Frankreich, Dänemark, Brasilien, Kanada, Japan und den USA. Perniola verfasste mehrere einflussreiche Bücher – das Bekannteste ist Der Sex-Appeal des Anorganischen (auf Deutsch 1999). Viele seiner Schriften wurden in zahlreiche Sprachen übersetzt. Er war der Herausgeber mehrerer Zeitschriften: Agaragar (1971 bis 1973), Clinamen (1988 bis 1992), Estetica News (1988 bis 1995) und Ágalma. Rivista di studi culturali e di estetica (seit 2000).

## Theorie
Perniolas philosophisches Werk beschäftigt sich in hauptsächlich mit vier Gruppen von Fragen: 
1. Der Körper und seine Wahrnehmungen
2. Rituale jenseits von Bedeutungszuweisungen
3. Différance als Denktradition jenseits der Dialektik
4. Kunst als historische Kategorie

Die erste Gruppe ist eng auf zeitgenössische Zugangsweisen bezogen, die sich mit Verdinglichung (Marxismus), sexuellem Fetischismus und den von Dingen ausgehenden Gefühlen beschäftigen. Die zweite Gruppe ist mit den neuesten anthropologischen und historischen Untersuchungen zum Ritual verknüpft, im Speziellen im alten Rom und im Katholizismus. Die dritte Gruppe zählt zu einer Denktradition, die von Friedrich Nietzsche über Georges Bataille und Martin Heidegger zu Jacques Derrida und dem Dekonstruktivismus reicht. Die vierte Gruppe widmet sich den historischen und sozialen Bedingungen der Hervorbringung und Wertschätzung künstlerischer und ästhetischer Erfahrung und verbindet traditionelle philosophische Positionen mit zeitgenössischen Denktraditionen, wie sie etwa von der britischen Kulturwissenschaft sowie Medienwissenschaft begründet worden sind.

## Werke (Auswahl)
- Enigmas. The Egyptian Moment in Society and Art. Verso, London und New York 1995, ISBN 1-85984-061-2.
- L’estetica del Novecento. Il Mulino, Bologna 1997, ISBN 88-15-06028-6.
- Ekel. Die neuen aesthetischen Tendenzen. Aus dem Italienischen übersetzt von Nicole Finsinger. Turia & Kant, Wien 1999, ISBN 3-85132-271-1.
- Der Sex-Appeal des Anorganischen. Turia & Kant, Wien 1999, ISBN 3-85132-195-2.
- Ritual Thinking. Sexuality, Death, World. Humanity Books, Amherst (USA) 2000, ISBN 1-57392-869-0.
- Die Kunst und ihr Schatten. Aus dem Italienischen übersetzt von Anja Hilgert. Diaphanes, Zürich / Berlin 2003, ISBN 3-935300-15-8.
- Wider die Kommunikation. Aus dem Italienischen übersetzt von Sabine Schneider. Merve Verlag, Berlin 2005, ISBN 978-3-88396-213-9.
- Über das Fühlen. Aus dem Italienischen übersetzt von Sabine Schneider. Merve Verlag, Berlin 2008, ISBN 978-3-88396-243-6.
- I situazionisti. Rom, Castelvecchi 1998, ISBN 88-7615-068-4.
  - Deutsche Ausgabe: Die Situationisten. Prophetie der ‚Gesellschaft des Spektakels‘. Aus dem Italienischen übersetzt von Laura Albers. Turia & Kant, Wien / Berlin 2010, ISBN 978-3-85132-601-7.
- Del sentire cattolico. La forma culturale die una religione. Il Mulino, Bologna 2001.
  - Deutsche Ausgabe: Vom katholischen Fühlen. Die kulturelle Form einer universalen Religion. Aus dem Italienischen übersetzt von Sabine Schneider. Matthes & Seitz, Berlin 2013, ISBN 978-3-88221-967-8, Rezension.[2] (Neuausgabe Matthes & Seitz, Berlin 2025, ISBN 978-3-7518-6511-1).